# Ayaka Komatsu
Ayaka Komatsu (小松 彩夏, Komatsu Ayaka) es una actriz y modelo Japonesa. Nació el 23 de julio, de 1986 en Ichinoseki, Prefectura Iwate.

## Carrera de modelo
Su Agencia de Modelos es Amuse inc. Fue un modelo de la desaparecida revista Candy. Ella también apareció en el catálogo de moda de invierno de 2002-2003 "Angel Blue"  y fue en la cubierta de la manga "Young Sunday", el 7 de abril de 2005.
Fue miembro de la edición de 2004 del llamado cuarteto japonés Nittelligenic. Antes de esto, ella hizo la imagen de varios diseños de traje de baño, y sigue haciéndolo actualmente para revistas como Sabra.
Ha publicado seis libros de fotos, y seis DVD idols. En orden de lanzamiento, los libros son:Ayaka no Natsu, Nicchoku, Summer Date, Moon Doll, and Cheeeeeez!♥. Los DVDS se nombran, por orden de fecha,Figure A, Layer Game/Megami no Chu, Masaka, Moon Doll, 書を捨てよ、水着になろう! ("Let's throw away books, and change into swimwear!"), Dream Note, and Dream Note II.

## Carrera Actoral
Ella ha actuado en las siguientes películas: "Odoru Daisousasen THE MOVIE 2" (su papel en esta película fue relativamente menor), "koibumi", " Master of Thunder", " un día perfecto para Love Letters", "Deriva "y" Drift 2" (publicado más tarde como " Drift Deluxe Edition"), y " BOKU wa Imouto ni Koi Surus" (que se inauguró en Japón el 20 de enero de 2007, y más tarde en Europa en el marco del Inglés título "My sister, my love").
La traducción al italiano enumera una película llamada "Suspect X" que se publicó en 2008. Anunció que será en Kensen Rettō que será lanzado en enero de 2009.[actualizar]
También apareció en el reality show "Idol Michi" e hizo un comercial de Takara ", Popura 2," así como un galardonado comercial para el refresco Fanta. En 2008, ella hizo un comercial de Circle K en el que ella muerde cuatro sándwiches.
Sin embargo su trabajo más conocido fue como Minako Aino/Sailor V/ Sailor Venus en la serie Pretty Guardian Sailor Moon, serie rodada en imagen real y basada en el manga de la mangaka Naoko Takeuchi Sailor Moon.
Desde que PGSM terminó, Ayaka estuvo en un programa de TV llamado Dandori Musume ("Appointment Girls"). su rol en Dandori Musume es más cómico que trágico, en contraste con su papel como Aino Minako. Su última actuación fue en el dramas llamado  "Bambino Archivado el 11 de enero de 2011 en Wayback Machine.". CD Japan.
En octubre de 2007, Ella actuó en un rodaje llamado "Unlucky Days". En julio de 2008, actuó en la película "Every Little Thing".
para 2009 ha estado en la película Kansen rettô, y actuó en un episodio de la serie "Buzâ bîto: Gakeppuchi no hîrô"
En 2010 tuvo una aparición en el primer capítulo de la "serie Zettai Reido"

## Discografía
I'll Be Here (Bajo el nombre de Minako Aino)

## Canciones populares
- C'est La Vie
- Kiss!² Bang!²
- Romance
- Sayonara~Sweet Days
- Katagoshi ni Kinsei
- I'm Here
- Happy Time, Happy Life